# Kansas City Times
Die Kansas City Times war eine US-amerikanische Tageszeitung, die von 1867 bis 1990 in Kansas City, Missouri erschien.
Die Vormittagszeitung wurde 1867 von John Newman Edwards gegründet, um die Anti-Reconstruction-Politik der Demokraten zu unterstützen. Edwards publizistisches Wirken wird heute vor allem mit der Glorifizierung von Jesse James in Verbindung gebracht.
1901 wechselte die Zeitung den Besitzer und wurde später zeitweise von ihren Angestellten geführt. 1977 wurde die Kansas City Times gemeinsam mit dem Kansas City Star von dem Medienunternehmen Capital Cities Communications übernommen.

## Auszeichnungen
- 1982: Pulitzer-Preis